# Saint-Avit-de-Soulège
Saint-Avit-de-Soulège is een gemeente in het Franse departement Gironde (regio Nouvelle-Aquitaine) en telt 74 inwoners (2009). De plaats maakt deel uit van het arrondissement Libourne.

## Geografie
De oppervlakte van Saint-Avit-de-Soulège bedraagt 2,9 km², de bevolkingsdichtheid is dus 25,5 inwoners per km².
De onderstaande kaart toont de ligging van Saint-Avit-de-Soulège met de belangrijkste infrastructuur en aangrenzende gemeenten.

## Demografie
Onderstaande figuur toont het verloop van het inwonertal (bron: INSEE-tellingen).